# Distrito de Panao
El distrito de Panao es uno de los cuatro que conforman la provincia de Pachitea, ubicada en el departamento de Huánuco, en el centro del Perú. 
Desde el punto de vista jerárquico de la Iglesia católica forma parte de la Diócesis de Huánuco, sufragánea de la Arquidiócesis de Huancayo.

## Historia
El distrito fue creado mediante Ley .

## Geografía
Tiene una superficie de 2,630 km².  Su capital es el poblado de Panao, una ciudad pintoresca que está a orillas del caudaloso río Huallaga. (301 m s. n. m.).
- Lagos:
- Ríos: Charamayo
- Lagunas: Balde Pozo, Yanacocha, Llama Corral, Queropozo.

## Sociedad

### Población
55 000 habitantes (? hombres, ? mujeres)

## Autoridades

### Municipales
- 2011 - 2014
  - Alcalde: Cayo Rojas Rivera, Movimiento Político Hechos y No Palabras (HyNP).
  - Regidores: Amos Ayra Encarnación (HyNP), Nilo Niceforo Aquino Falera (HyNP), Cevero Carlos Jorge Álvarez (HyNP), Froilán Isidro Encarnación (HyNP), Javier Retis Trinidad (HyNP), Noemí Torres Alania (HyNP), Nelson Santos Duran (Acción Popular), Rosa Elvira Espinoza Valdivieso (Acción Popular), Imer Laurencio Ayala (Somos Perú).[2][3]

- 2015-2018
  - Alcalde: Juan Pablo Díaz Vega, Movimiento Político Frente Amplio Regional Paisanocuna (Paisonocuna).
  - Regidores: Toribio Castañeda Villanueva (Paisonocuna), Wilmer Inocencio Rivera (Paisonocuna), Marcial Quispe Castro (Paisonocuna), Victoriano Villanueva Cajas (Paisonocuna), Ramón Rolando Rodríguez Venancio (Paisonocuna), Florián Garay Ubaldo (Paisonocuna), Víctor Villanueva Ramos (MIDE[4]), David Durán Ponce (Somos Perú), Hilda Polinar Jorge (ARI).[5]

### Policiales
- Comisario:  PNP.

### Religiosas
- Diócesis de Huánuco[6]
  - Obispo: Mons. Jaime Rodríguez Salazar, MCCJ.

## Festividades
- Fiesta de San Juan.